# Керолин Бесет-Кенеди
Керолин Џејн Бесет-Кенеди (енгл. Carolyn Jeanne Bessette-Kennedy; IPA:  ) је била супруга Џона Кенедија Млађег, сина америчког председника Џона Фицџералда Кенедија и Џеклин Кенеди.
Рођена је 7. јануара 1966, у Вајт Плејнсу, у савезној држави Њујорк, као најмлађа од троје деце Вилијема Бесета и Ен Месине Фриман. Отац јој је био архитект а мајка администраторка њујоршке државне школе. Имала је две старије сестре близнакиње, Лорин и Лису Бесет, рођене 1964. године.
Одрасла је Гринвичу, држави Конектикат, где је похађала средњу школу Свете Марије. Дипломирала је на Универзитету у Бостону, 1988. Тајно се удала се за Џона Кенедија Млађег, 21. септембра 1996. у баптистичкој цркви у савезној држави Џорџија. 
Погинула је у авионској несрећи 1999. са супругом и сестром Лорин